# Aonidiella bruni
Aonidiella bruni är en insektsart som beskrevs av Alfred Serge Balachowsky 1952. Aonidiella bruni ingår i släktet Aonidiella och familjen pansarsköldlöss.
Artens utbredningsområde är Guinea. Inga underarter finns listade i Catalogue of Life.